# Aysenia segestrioides
Aysenia segestrioides là một loài nhện trong họ Anyphaenidae.
Loài này thuộc chi Aysenia. Aysenia segestrioides được M. J. Ramírez miêu tả năm 2003.